# Железнодорожные вокзалы в Японии
Вокзал (яп. 駅ビル Эки-биру, здание железнодорожной станции) в Японии часто исполняет не только функции обычного вокзала или терминала, но и другие, например, коммерческие, и зачастую включает в себя большое количество объектов розничной торговли. Является одним из примеров транзитно-ориентированного проектирования. Такое здание часто называют «лицом» станции, чтобы отличить от зоны непосредственно железнодорожной платформы. Для безопасности и помощи ориентации в пространстве пешеходам с нарушением зрения в вокзалах укладывают тактильное покрытие.

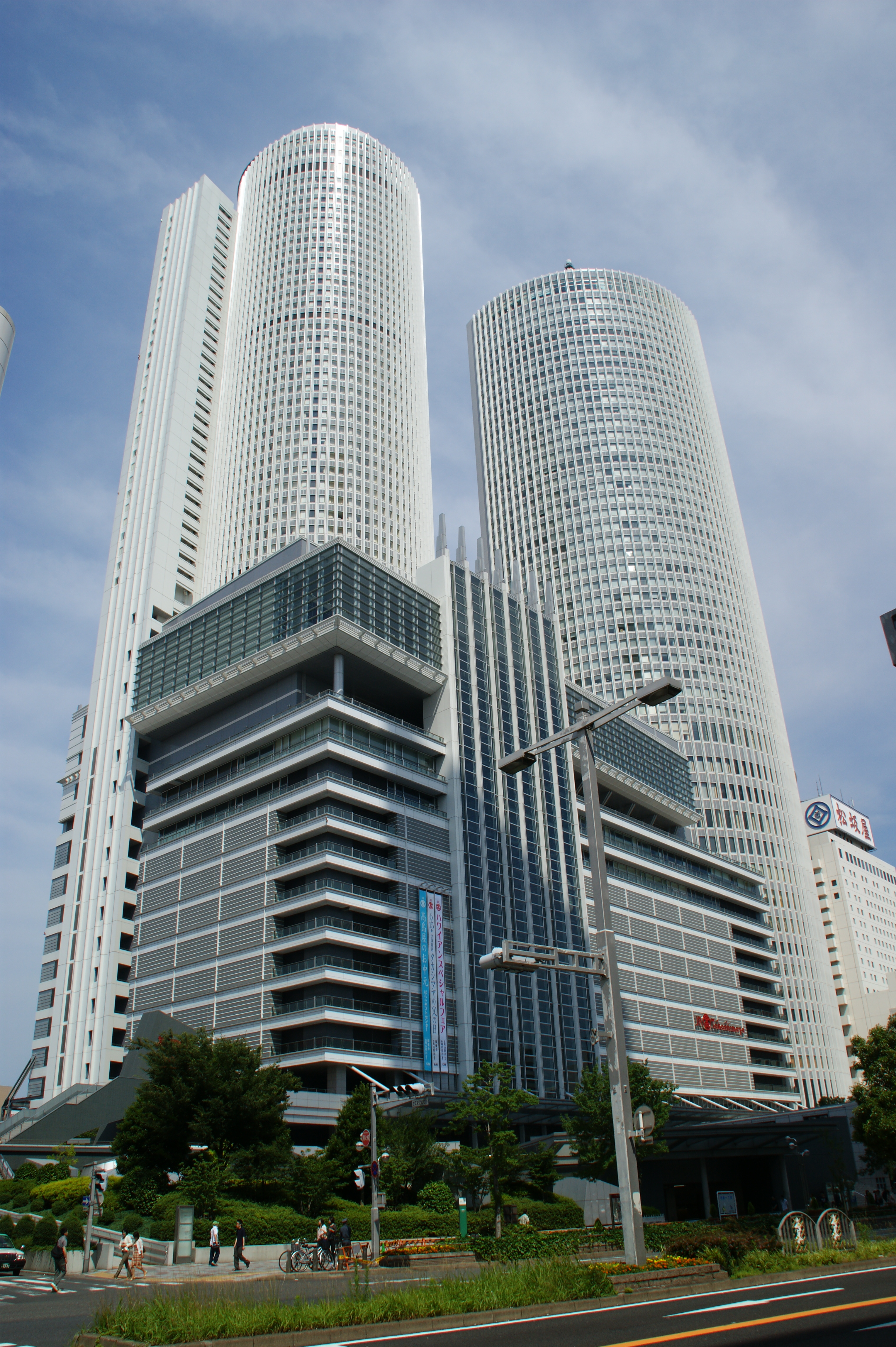
Небоскрёб JR Central Towers, является зданием железнодорожной станции Нагоя, в связи с чем она является самой большой железнодорожной станцией по площади в мире (если считать по суммарной площади всех помещений — 446 000 м²)

Во многих случаях арендаторами в таких зданиях являются универмаги и различные магазины, отели, частные компании размещают в них свои офисы. Арендаторы в таких зданиях различаются в зависимости от базы пользователей станции. На станциях, где много туристов, в здании находятся магазины, в которых продаются местные товары и сувениры. В частности, в зданиях крупных железнодорожных станций в центре Токио коммерческие объекты, как правило, располагаются на нижних этажах, отели и офисы — на верхних этажах. В некоторых случаях здание самой железнодорожной станции становится меньше всего комплекса коммерческих зданий и сооружений вокруг него.

## История

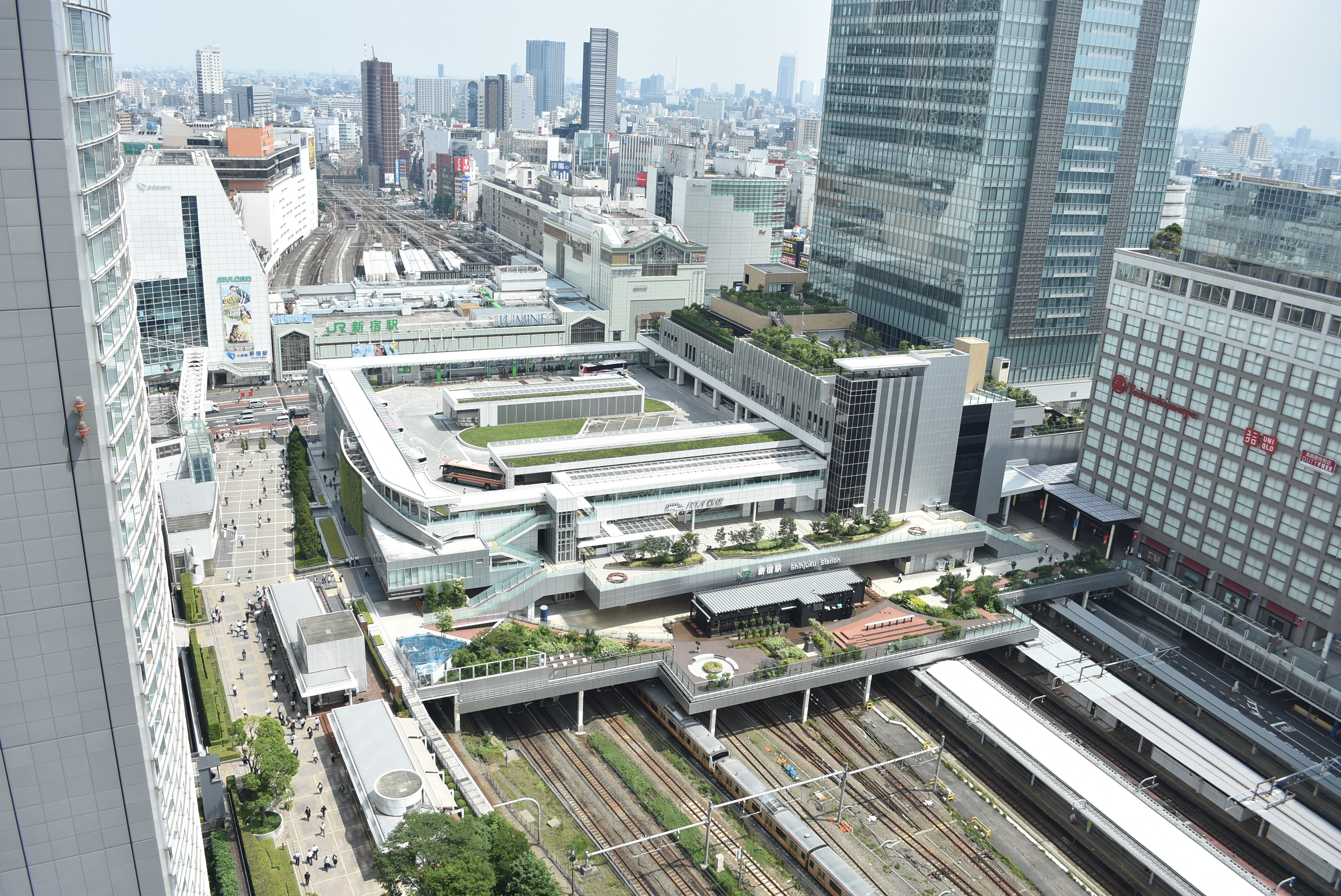
Общий вид здания железнодорожной станции Синдзюку самой загруженной по пассажиропотоку станцией в мире

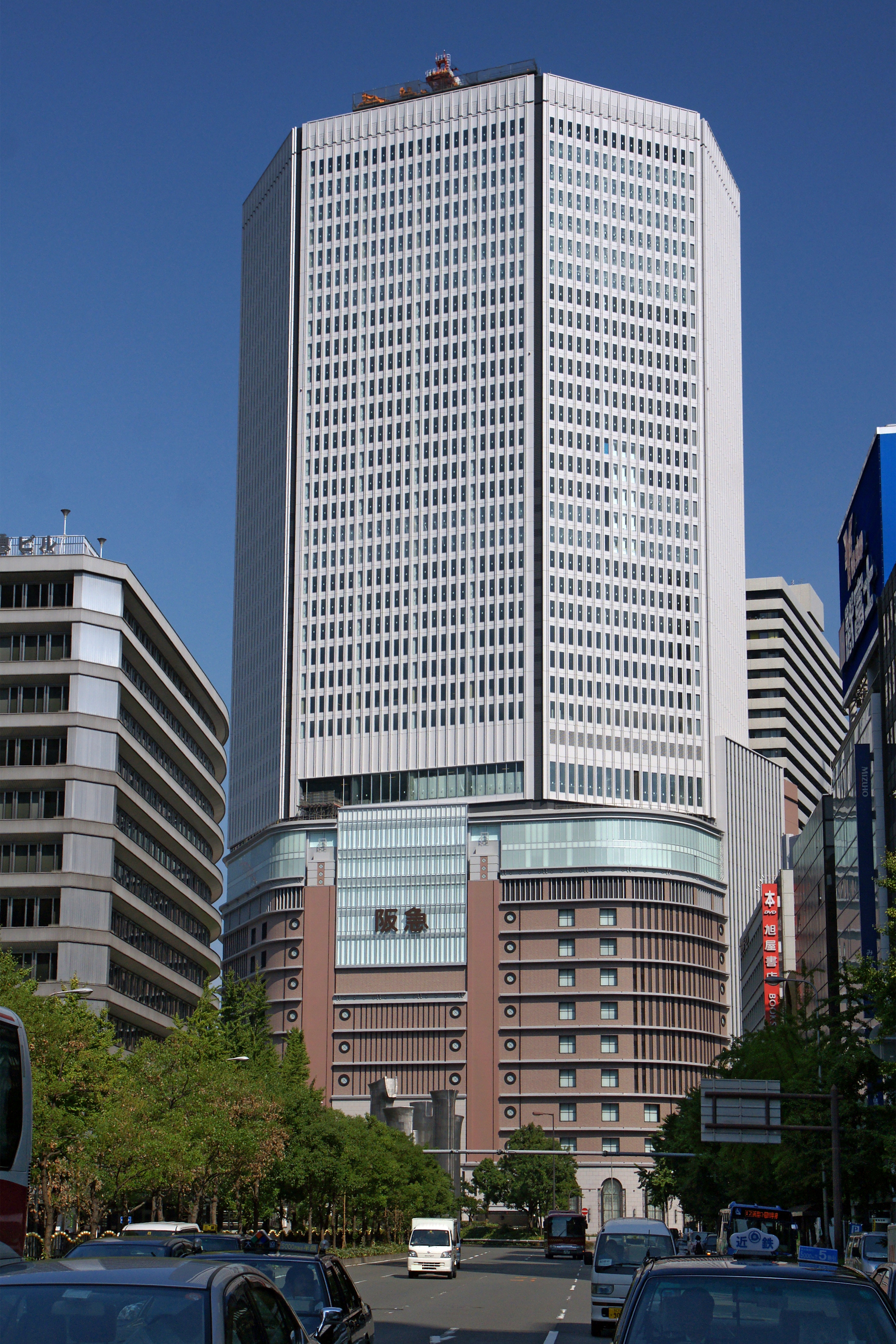
Небоскрёб Umeda Hankyu Building — здание железнодорожной станции Осака-Умэда

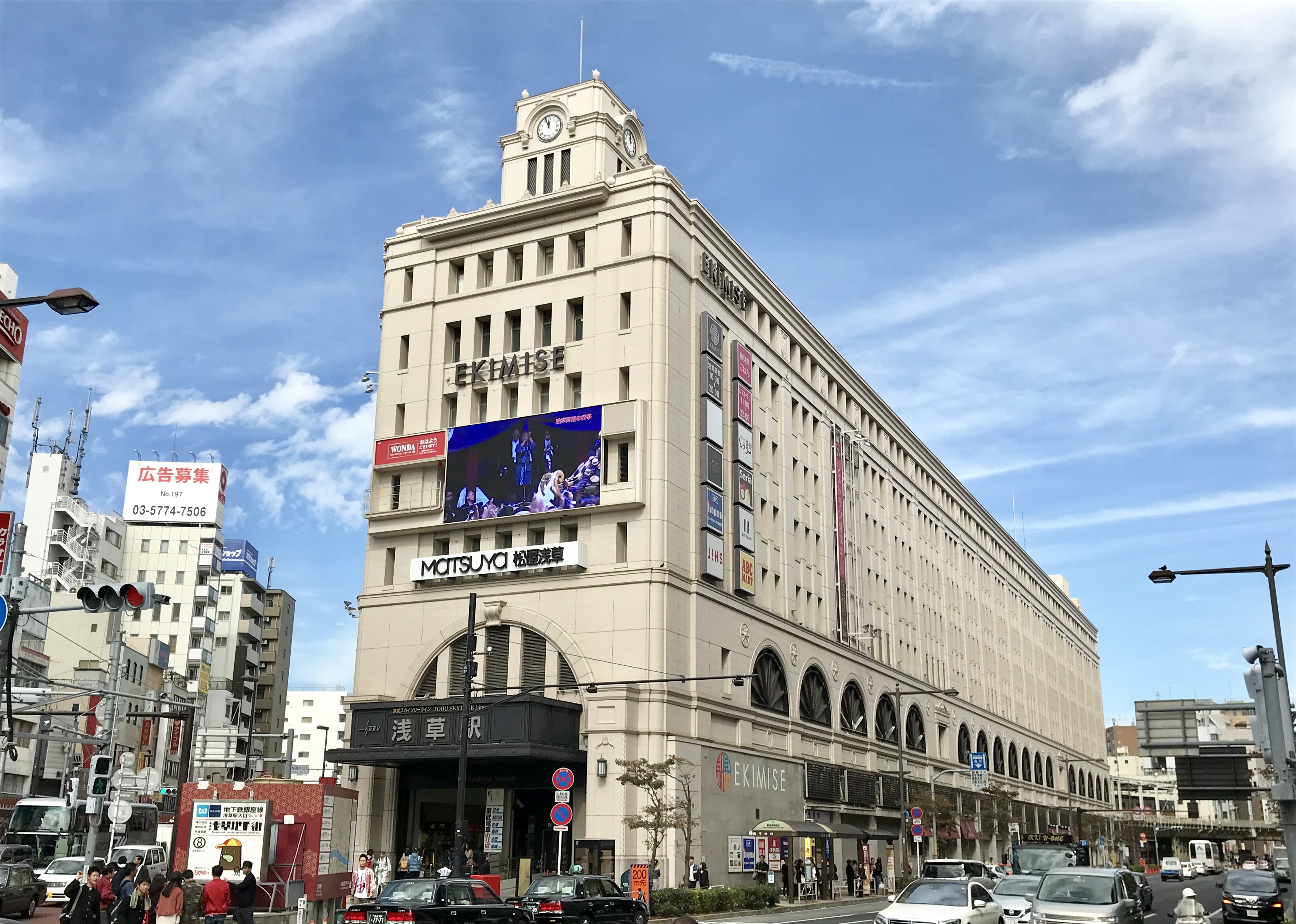
Здание железнодорожной станции Асакуса

В послевоенной Японии правительство поощряло частные компании разрабатывать свои собственные системы общественного транспорта, чтобы быстро восстановить городские транспортные сети. Поощрялась конкуренция между частными железнодорожными линиями, а также между ними и государственными железнодорожными линиями, причем роль правительства ограничивалась регулированием тарифов. В обмен на развитие железнодорожных линий частным корпорациям были предоставлены возможности для диверсификации своей деятельности и развития недвижимости вокруг своих железнодорожных сетей. Так компании начали создавать вокруг своих железнодорожных станций районы с вертикально интегрированным бизнесом по развитию жилых, деловых, промышленных и торговых площадей и методов их транспортной связи, которые стали активно использоваться населением для перемещения между такими районами. Таким образом в Японии крупные железнодорожные станции и районы вокруг них являются главными экономическими и деловыми районами современных японских городов. Также, благодаря диверсификации своего бизнеса в сфере недвижимости, розничной торговли и т. п., большинство частных железных дорог в Японии являются финансово независимыми, а их железнодорожные операции обычно прибыльны, что резко контрастирует с большинством железнодорожных сетей в других странах мира. Японские частные железнодорожные линии очень эффективны, требуют мало субсидий и работают крайне пунктуально. Массовое использование железнодорожного транспорта привело к тому, что в Японии находятся 46 из 50 самых загруженных железнодорожных станций мира. В Японии коммерческие площади в зданиях железнодорожных станций, управляемых японскими железнодорожными компаниями, называют эки-нака (駅ナカ).
Здание головного офиса корпорации Ханкю на станции Осака-Умэда, построенное в 1920 году, являлось первым в своем роде подобным зданием в Японии. Первый этаж был сдан в аренду универмагу Сирокия, на втором этаже находился ресторан, которым напрямую управляла Ханкю, а на третьем этаже и выше находился головной офис. После этого другие компании начали строить вокзалы одно за другим, такие, как бывшее здание Тэнроку Ханкю на станции Тэндзимбасисудзи-Рокутёмэ линии Синкэйхан в 1926 году и здание на станции Осака-Уэхоммати линии Осакадэнкики в 1926 году.
В 1931 году было открыто первое здание железнодорожной станции в регионе Канто станции Асакуса компании Tobu Railway. Первым арендатором в здании была компания Мацуя.
За счёт нахождения в вокзалах крупных универмагов и магазинов, пассажиры могли совершать покупки непосредственно в ней или поблизости. В период до Второй мировой войны крупные железнодорожные станции были расположены ближе к окраинам существующих городских территорий, но в послевоенный период, с расширением коммерческих объектов в зданиях железнодорожных станций, они стали развиваться в крупные экономические районы и деловые центры японских городов. После приватизации Японских национальных железных дорог в 1987 году JR Group также продолжает активно развивать вокзалы.
Кроме того, с 1970-х годов были реализованы проекты ревитализации железнодорожных станций, в ходе которых произошли крупные перепланировки зданий железнодорожных станций, были объединены функции вокзала, коммерческого объекта и административного обслуживания, особенно на пригородных станциях, где имеется большой пассажиропоток. Это произошло даже в провинциальных городах, например, в 1971 году был открыт универмаг компании Иётэцу Такасимая в здании железнодорожной станции Matsuyama City Station железнодорожной компании Иётэцу (дочерней компании IYOTETSU Group) в городе Мацуяма.
В Японии среди зданий железнодорожных станций много небоскрёбов, таких как JR Tower (высота 173 м) станции Саппоро, GranTokyo (высота северного 204.9 м, южного 205 м) на станции Токио, JR Central Towers (высота офисного здания: 245.1 м, здание гостиницы: 226 м) станции Нагоя.